# سونغ جاي هو
سونغ جاي هو (10 مارس 1937 - 7 نوفمبر 2020)، هو ممثل كوري جنوبي. ظهر لأول مرة في التمثيل عام 1959، واشتهر بعمله في السينما الكورية في السبعينيات والثمانينيات من القرن العشرين، ولا سيما «فيلم Yeong-ja's Heydays 1975» منذ ذلك الحين، أصبح سونغ واحدًا من أكثر الممثلين المخضرمين احترامًا في السينما والتلفزيون الكوري،

## الجوائز
- 1982 جوائز بايكسانغ للفنون الثامنة عشرة: أفضل ممثل تلفزيوني عن عمله (العروس الجديدة).

## روابط خارجية
- Song Jae-ho على قاعدة بيانات الأفلام الكورية
- Song Jae-ho في قاعدة بيانات الأفلام على الإنترنت
- سونغ جاي هو في هانسينما